# 그리세오풀빈
그리세오풀빈(Griseofulvin)은 여러 종류의 백선을 치료하는 데 사용되는 항진균제이다. 여기에는 손발톱과 두피의 진균 감염뿐만 아니라 항진균 연고가 효과가 없는 경우의 피부 진균 감염도 포함된다. 입으로 복용한다.
흔한 부작용으로는 알레르기 반응, 구역질, 설사, 두통, 수면 장애, 피로감 등이 있다. 간부전이나 포르피린증이 있는 사람에게는 권장되지 않는다. 임신 중 또는 임신 전 몇 달 동안 사용하면 태아에게 해를 끼칠 수 있다. 그리세오풀빈은 곰팡이 세포 분열을 방해하여 작용한다.
그리세오풀빈은 1939년 토양 진균인 페니실리움 그리세오풀붐(Penicillium griseofulvum)에서 발견되었다. 세계보건기구 필수 의약품 목록에 포함되어 있다.

## 의료적 이용
그리세오풀빈은 피부사상균증 치료에만 경구로 사용된다. 국소적으로는 효과가 없다. 연고를 이용한 국소 치료가 효과적이지 않은 경우에만 사용된다.
테르비나핀은 2~4주간 투여했을 때 트리코피톤 두피 감염 치료에 6~8주간 투여한 그리세오풀빈만큼 효과적이다. 그러나 작은포자균 두피 감염 치료에는 그리세오풀빈이 테르비나핀보다 더 효과적이다.

## 약리학

### 약력학
이 약물은 튜불린에 결합하여 미세소관 기능을 방해하고, 따라서 세포 분열을 억제한다. 케라틴 전구 세포의 케라틴에 결합하여 곰팡이 감염에 저항하게 만든다. 이 약물은 모발이나 피부가 케라틴-그리세오풀빈 복합체로 대체될 때만 작용 부위에 도달한다. 그리세오풀빈은 에너지 의존적 수송 과정을 통해 피부사상균으로 들어가 곰팡이 미세소관에 결합한다. 이는 세포 분열 과정과 곰팡이 세포벽 침착에 대한 기본 정보를 변경시킨다.

## 생합성
곰팡이 페니실리움 그리세오풀붐을 발효시켜 산업적으로 생산된다.
그리세오풀빈이 P. griseofulvin에 의해 생합성되는 첫 단계는 type I 반복성 폴리케티드 합성효소(PKS)에 의해 아실-CoA 스타터 단위에 6개의 말로닐-CoA를 반복적으로 첨가하여 14탄소 폴리-베타-케토 사슬을 합성하는 것이다. 14탄소 폴리-베타-케토 사슬은 사이클레이스/아로마타제를 각각 사용하여 클라이젠 및 알돌 축합을 통해 고리화/방향족화되어 벤조페논 중간체를 형성한다. 벤조페논 중간체는 S-아데노실메티오닌(SAM)에 의해 두 번 메틸화되어 그리세오페논 C를 생성한다. 그리세오페논 C는 왼쪽 방향족 고리의 페놀 그룹에 대해 활성화된 위치 오르토에서 할로겐화되어 그리세오페논 B를 형성한다. 할로겐화된 종은 양쪽 고리에서 단일 페놀 산화를 거쳐 두 개의 산소 디라디칼 종을 형성한다. 오른쪽 산소 라디칼은 공명을 통해 카르보닐 알파로 이동하여 왼쪽 고리의 산소 라디칼에 의한 입체 특이적 라디칼 커플링을 통해 테트라하이드로퓨라논 종을 형성한다. 새로 형성된 스피로 중심을 갖는 그리산 골격은 SAM에 의해 O-메틸화되어 데하이드로그리세오풀빈을 생성한다. 최종적으로, NADPH에 의한 데하이드로그리세오풀빈 상의 올레핀의 입체 선택적 환원은 그리세오풀빈을 생성한다.

## 독성

### 쥐
요코 등(1979)에 의해 그리세오풀빈이 쥐의 담즙 대사를 변화시키는 것으로 밝혀졌다. 동일한 연구팀은 화학적으로 관련이 없는 물질인 3,5-디에톡시카르보닐-1,4-디하이드로콜리딘에 의해 쥐에게 유사한 효과가 있음을 요코 등(1982)과 쓰노 등(1987)에서 추가로 발견했다.